# Félicien Bocon de La Merlière
Félicien Bocon de la Merlière est un évêque français né le 5 avril 1715 à Châteauneuf-de-Galaure, décédé le 26 octobre 1788 à Paris. Il est évêque d'Apt de 1752 à 1778.

## Biographie
Il est le fils de François (trésorier général de France en la généralité de Grenoble) et de Louise Joubert. En 1754, il ordonne à l'architecte Jean-Baptiste Franque la reconstruction du palais épiscopal d'Apt.